# Dalek

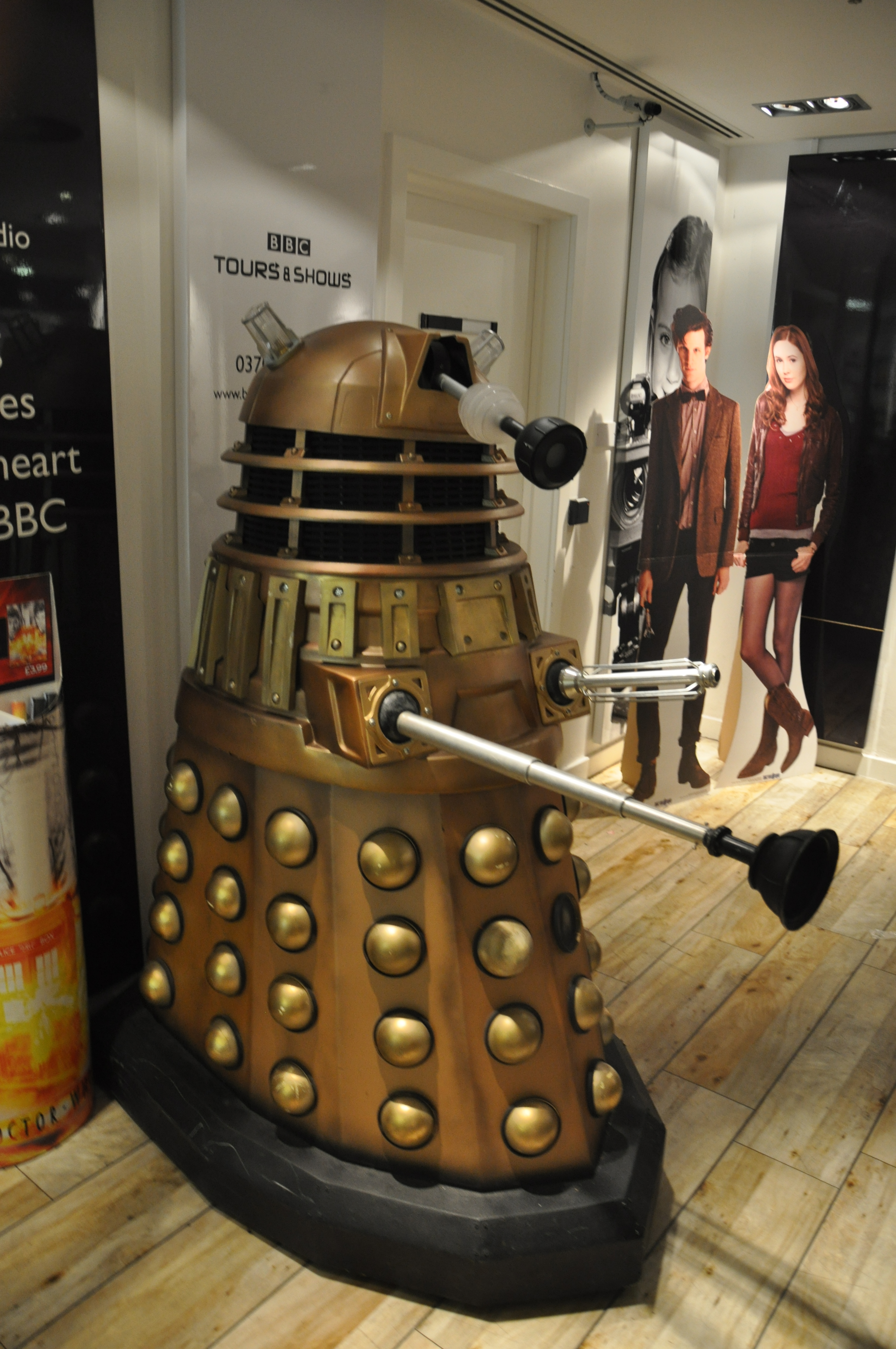
Een Dalek

De Daleks zijn een fictief buitenaards ras van genetisch gemanipuleerde mutanten uit de Britse sciencefiction-televisieserie Doctor Who. Binnen deze serie zijn de Daleks cyborgs van een planeet genaamd Skaro. Tijdens een duizendjarige strijd tussen de Kaleds en de Thals, beide humanoïde volkeren, heeft de wetenschapper Davros hen gecreëerd. Ze zijn gemuteerde Kaleds, geïntegreerd met een mechanisch omhulsel dat lijkt op een robot. De Daleks zijn een krachtig ras dat als doel heeft het hele universum te overwinnen en overheersen, zonder enig medelijden of schuldgevoel te tonen. In verschillende verhaallijnen wordt getoond hoe al hun emoties behalve haat zijn weggehaald, waardoor slechts een verlangen overblijft om in het hele universum alle levende wezens behalve Daleks te vermoorden. Slechts af en toe wordt getoond dat zij ook andere emoties kennen, voornamelijk angst, maar deze momenten zijn zeldzaam.
De Daleks zijn gezamenlijk de grootste vijand van de protagonist van de serie, de Time Lord genaamd De Doctor. Ze zijn te herkennen aan hun beroemde catchphrase 'exterminate!', wat 'uitroeien!' betekent.
De Daleks werden bedacht door schrijver Terry Nation en ontworpen door Raymond Cusick. In december 1963 werden ze geïntroduceerd in de serie in het eerste seizoen van Doctor Who, in de afleveringenreeks die bekendstaat als The Daleks. Onmiddellijk waren ze een gigantisch succes onder de kijkers, waarna ze regelmatig terugkeerden in daaropvolgende afleveringen en twee films in de jaren 60, waardoor ze bijna even bekend zijn als de Doctor zelf.

## Fysieke eigenschappen[1]

### Harnas
Daleks hebben een uiterlijk dat doet denken aan een metalen peperbus ter grootte van een mens, met één mechanisch oog op een steel gemonteerd op een draaiende koepel, een arm die een wapen bevat en een uitschuifbare werkarm. Hun omhulsel is gemaakt van een materiaal dat in de serie dalekanium wordt genoemd, en bestaat uit koolstof.
De onderste helft van een Dalek is bedekt met halfronde uitsteeksels, ook wel ‘Dalek bumps’ genoemd; in de aflevering Dalek (2005) blijkt dat dit bollen zijn die in het omhulsel ingebed zijn. De boeken Dalek Book (1964) en The Doctor Who Technical Manual (1983) beschrijven dat ze deel zijn van een sensor-systeem. In de aflevering Dalek (2005) blijkt dat ze ook een functie hebben in het zelfvernietigingssysteem van de Daleks. Hun harnas heeft een krachtveld dat de meeste kogels verdampt en de meeste soorten energiewapens kan weerstaan; dit krachtveld lijkt geconcentreerd te zijn rond het middendeel, aangezien normaal niet effectieve vuurkracht wel zo geconcentreerd kan worden dat het de Dalek kan verblinden.
Hun eigen energiewapen, dat in staat is henzelf te vernietigen, vuurt een straal af die elektrische eigenschappen heeft; water geleidt het en het zou een vorm van plasma kunnen zijn.
Het oog is het meest kwetsbare deel van een Dalek. Zijn zicht belemmeren leidt meestal tot een blinde paniek waarin hij met zijn wapen zal vuren terwijl hij roept “My vision is impaired; I cannot see!” (“Mijn zicht is belemmerd, ik kan niets zien!”) Deze zwakte is in latere Dalekmodellen ondervangen - toen een Dalek in "The Stolen Earth" op zijn ooglens werd geraakt met een verfpellet uit een paintball-geweer, werd de verf in een ogenblik weggeschroeid, onder de nadrukkelijke verklaring "My vision is not impaired!"
Omdat de Dalek-mutant van binnen zelden op het scherm te zien is, is de algemene misvatting dat Daleks geheel mechanische robots zijn. Dit is echter niet het geval: het mechanische omhulsel is slechts een beschermend harnas voor het wezen aan de binnenkant.

### Binnenkant
Het wezen binnen het mechanische omhulsel is afgebeeld als week en weerzinwekkend om te zien en is zelfs zonder zijn mechanische harnas wreed. De eerste glimp die wordt opgevangen van een Dalek mutant, in het seizoen The Daleks, was een klauw die onder een jas vandaan steekt nadat het van zijn omhulsel is ontdaan. Het werkelijke uiterlijk van de mutanten heeft gevarieerd, maar vaak bevestigt het de beschrijving van de Doctor in de afleveringenreeks Remembrance of the Daleks: “little green blobs in bonded polycarbide armour”. In Resurrection of the Daleks valt een Dalek, gescheiden van zijn harnas, een menselijke soldaat aan met een kreeftachtige klauw en verwondt hem ernstig. In Revelation of the Daleks zijn er twee partijen van de Daleks; de wezens hierbinnen hebben verschillende uiterlijkheden: één lijkt op het vormloze wezen van Resurrection, de ander lijkt meer op het krabachtige wezen van de eerste afleveringenreeks.
In de nieuwe serie zijn Daleks weekdierachtig, met kleine tentakels, een of twee ogen en onbedekte hersenen.

### Overige eigenschappen
De stem van een Dalek is elektronisch; het Dalek-wezen is blijkbaar niet in staat om meer dan piepende geluidjes te maken buiten het harnas. Wanneer de mutant verwijderd is kan het omhulsel worden binnengegaan en gebruikt door mensachtigen; bijvoorbeeld in The Daleks, als Ian Chesterton (William Russell) een Dalek binnengaat om zich voor te doen als bewaker als deel van een ontsnappingsplan.
Lange tijd werd aangenomen dat vanwege hun ontwerp en glijdende manier van bewegen, Daleks geen trappen konden beklimmen, en dat dit een makkelijke manier was om van hen te ontsnappen. Een cartoon van Punch beeldde een groep Daleks aan de onderkant van een trap af met het onderschrift: “Well, this certainly buggers our plan to conquer the Universe”. In een scène in de afleveringenreeks Destiny of the Daleks ontsnappen de Doctor en zijn metgezellen aan achtervolgende Daleks door in een leiding in het plafond te klimmen. De vierde Doctor roept naar beneden: “If you’re supposed to be the superior race of the universe, why don’t you try climbing after us?” De Daleks compenseren hun gebrek aan mobiliteit over het algemeen met krachtige vuurkracht.
De mobiliteit van Daleks is in de loop van de serie aanzienlijk verbeterd: bij hun eerste verschijning waren ze alleen in staat om over geleidende metalen vloeren in hun eigen stad te bewegen. In The Dalek Invasion of the Earth verschijnt een Dalek van uit het water van de Theems, wat erop wijst dat ze niet alleen vrijelijk mobiel zijn geworden, maar ook amfibisch zijn. Vervolgens blijkt in Planet of the Daleks dat ze door een verticale doorgang omhoog kunnen stijgen door middel van een antizwaartekrachtmat op de vloer eronder. In Remembrance of the Daleks blijkt dat ze ook een trap op kunnen. In de nieuwe serie zijn de Daleks zelfs compleet in staat om te vliegen.

## Geschiedenis
Er zijn veel contradicties over Daleks binnen de serie, dus de precieze ontwikkeling van de Daleks is onbekend. Om een paar voorbeelden te noemen: bij de eerste ontmoeting met de Daleks wordt gezegd dat zij zijn ontwikkeld vanuit een volk genaamd de Dals, waarbij ze na een korte nucleaire oorlog zijn gemuteerd. In latere afleveringen heet het oorspronkelijke volk niet meer de Dals, maar de Kaleds, een anagram van Daleks. De oorlog tussen de Thals en de Kaleds was ook niet meer kort, maar duurde duizend jaar. Bovendien zijn ze niet gemuteerd, maar gecreëerd door een wetenschapper genaamd Davros. Vanwege deze moeilijkheid zal dit artikel zich richten op wat we leren in de serie op volgorde van de afleveringen.

### Klassieke serie

#### Herkomst
De Doctor ontmoet de Daleks voor het eerst in de tweede afleveringenreeks van de serie, The Daleks (1963). In deze versie van de geschiedenis van de Daleks was de thuisplaneet van de Daleks, Skaro, ooit het huis van twee humanoïde rassen: de vreedzame en wetenschappelijk geavanceerde Kaleds en de gewelddadige Thals. Na een korte maar vreselijke kernoorlog tussen de rassen muteerden de Kaleds en werden ze de agressieve en xenofobe Daleks. Op dit moment zijn de Daleks min of meer gelimiteerd tot hun stad, waar het mogelijk voor ze is om te bewegen over metalen wegen. Aan het einde van deze afleveringenreeks waren de Daleks schijnbaar verslagen. Het was op dit moment niet de bedoeling dat ze ooit terug zouden komen, maar door hun populariteit zou dit anders worden.
De volgende verschijning van de Daleks was in The Dalek Invasion of Earth (1964), waarin de Daleks in het midden van de 22e eeuw de wereld overwonnen en bezet hebben. De Doctor verklaart de aanwezigheid van de Daleks door te zeggen dat deze gebeurtenissen “a million years” voor The Daleks plaatsvonden en dat wat ze meemaken de “middle period” van de geschiedenis van de Daleks is. Deze Daleks zijn echter in staat om zonder metalen paden te bewegen en halen hun energie uit radioschotels op hun rug. De vraag waarom in de toekomst de Daleks minder geavanceerd zouden zijn wordt nooit beantwoord: het “miljoen jaren”-antwoord wordt meestal genegeerd en spreekt de tijdslijn gegeven in The Daleks tegen. Het is mogelijk dat de Doctor het gewoon fout had.
Over het verloop van hun volgende verschijningen ontwikkelen de Daleks onder andere: tijdreizen (The Chase, 1965), een rijk dat meerdere sterrenstelsels beslaat in het jaar 4000 (The Daleks’ Master Plan, 1965) en schepen voor verovering gezien voor de bezetting van de aarde (The Power of the Daleks, 1966). Zo worden ze steeds krachtiger en lijken ze steeds minder op de in vergelijking bijna zielige monster van de eerste afleveringsreeks. De radioschotels verdwijnen ook; de Daleks zijn nu in staat te bewegen op eigen kracht. Vanwege het tijdreizen in de serie is het onduidelijk op welke volgorde al deze gebeurtenissen hebben plaatsgevonden.
Een tweede poging om de verhaallijn met de Daleks definitief te eindigen wordt gedaan in The Evil of the Daleks (1967), waarin ook een Dalek Heerser wordt geïntroduceerd. In dat verhaal zegt de Tweede Doctor dat een ongecontroleerde brand, ontstaan door een burgeroorlog onder de Daleks, “the final end” is. De reden voor deze poging was omdat Terry Nation, de schrijver, in onderhandelingen was met Amerikaanse televisie om het concept ‘Dalek’ te verkopen. Hoewel dit niet doorging duurde het vijf jaar voor de Daleks weer in de serie verschenen. In een niet-uitgezonden stukje dialoog in het oorspronkelijk script van Day of the Daleks (1972) wordt het vermeende ‘final end’ vermeld, als een van de Daleks zegt dat de gehumaniseerde Daleks door de echte Daleks waren uitgeroeid.
De Daleks keren terug in de afleveringenreeks Day of the Daleks bij de Derde Doctor, waar ze opnieuw tijdreizen. Ze zijn opnieuw opgericht als een soort gericht op het veroveren van het hele universum, zoals gezien in Frontier in Space (1973) en later in Death of the Daleks (1974). De Dalek Heerser was hier niet bij; de Daleks werden door een Supreme Dalek geleid, waarbij wordt gerefereerd aan een Dalek High Council.
Het had nog steeds mogelijk kunnen zijn dat dit allemaal gebeurt vóór de gebeurtenissen in The Daleks, en dat de wezens die daar gezien worden de sedimenten van een ooit groots rijk waren. Planet of the Daleks had echter ook Thals erin, die een ras zijn geworden dat door de ruimte reist en die legendes herinnert over de eerste ontmoeting tussen de Doctor en de Daleks. Aangezien de Daleks op dit moment een rijk hebben dat uitbreidt en meerdere sterrenstelsels beslaat, verandert dit het “einde” van het ras zoals getoond in 1963 aanzienlijk en spreekt dit uitdrukkelijk de Doctor in The Dalek Invasion of Earth tegen.

#### Schepping
In 1975 herschreef Terry Nation de oorsprong van de Daleks in de afleveringenreeks Genesis of the Daleks, waarin de Doctor door de Time Lords naar Skaro wordt gestuurd, naar het moment van de creatie van de Daleks om het ontstaan van de Daleks te stoppen voor het is begonnen.
De Kaleds zijn een ras van humanoïde buitenaardse wezens en de voorouders van de Daleks. De Kaleds, met grijze-zwarte uniformen, gestileerde eregroeten en autoritaire politieke structuur, doen helemaal niet meer denken aan de vreedzame Dals uit het eerste seizoen, maar zijn eerder analoog aan de Nazi’s. In deze afleveringenreeks zijn het juist de Kaleds die de oorlog begonnen tegen de Thals. De Daleks ontstaan tijdens deze duizendjarige uitputtingsoorlog, gevochten met biologische, chemische en kernwapens. Het is onduidelijk of deze kernoorlog tussen de Daleks en de Thals dezelfde is als degene waarnaar wordt verwezen in The Daleks of een eerder conflict.
De kreupele wetenschapper Davros, een Kaled, ziet in dat de mutaties die het gevolg zijn van deze oorlog onomkeerbaar is, en experimenteert op levende cellen en ontdekt uiteindelijk een gemuteerde Kaled vorm en zorgt voor het voortleven hiervan. Deze afleveringenreeks suggereert dat de mutaties onder de Kaledpopulatie over het algemeen niet zo geavanceerd waren als eerder geïmpliceerd, en dat de ontwikkeling van de gemuteerde wezens die de Daleks zouden worden door Davros zelf was veroorzaakt voor zijn eigen doeleinden. Schijnbaar versnelde hij het proces alleen om de laatste vorm van de Kaled-mutaties te voorspellen; als hij de hulpeloosheid van dit wezentje ziet, bedenkt hij de middelen om ervoor te zorgen dat zijn ras kan blijven leven. Hij plaatst deze wezens in Mark III ‘travel machines’. De tankachtige machines gecombineerd met de mutanten worden de eerste Daleks. Uiteindelijk gebruikt Davros zijn creaties om vroegtijdig de niet-gemuteerde leden van zijn ras te vervangen.
Wanneer de Vierde Doctor zijn opwachting maakt om de creatie van de Daleks te voorkomen, leidt dit ertoe dat andere Kaled wetenschappers proberen om een stop op het project te zetten. Om dit te voorkomen regelt Davros dat de Thals zijn eigen volk weg te vagen. Hierna stuurt hij de Daleks naar de Thals om hen uit te roeien, maar deze keren zich tegen hem en schijnen hem te doden.
Terwijl een groep overlevende Thals het onderzoekscentrum van de Kaleds vullen met explosieven heeft de Doctor de kans om zijn missie af te maken en de Daleks bij hun schepping te vernietigen. Als de tijd komt kan hij het echter niet, omdat hij het ziet als een vorm van genocide. Hij gelooft dat, ondanks het kwaad en de vernietiging die de Daleks het universum aan zullen doen, er uiteindelijk een “greater good” moet zijn.
Hij keert later wel terug naar de incubatiekamer en vernietigt de Dalek -embryo’s, maar leert achteraf dat zijn actie, en die van de Thals, hun proces slechts duizend jaar ophoudt. Paul Cornell, Martin Day en Keith Topping beredeneren in The Discontinuity Guide dat de Doctor er wel in is geslaagd de geschiedenis van de Daleks te veranderen. Anderen argumenteren juist dat mogelijk is de pre- en post-scheppingsverhalen overeen te brengen zonder twee versies van Dalek geschiedenis aan te roepen. Wat het ook is, het is correct om te zeggen dat na Genesis of the Daleks een nieuwe era voor de uitbeelding van het ras begint, waarin veel van hun vorige geschiedenis ofwel vergeten is ofwel nauwelijks aan wordt gerefereerd. Verschillende theorieën bestaan die de tegenstellingen die veroorzaakt zijn door de herschrijving van de geschiedenis van Skaro, proberen te verklaren. Eén theorie zegt dat het verslag in The Daleks, die van eeuwenoude orale geschiedenis van de Thals, simpelweg niet klopt (in het hoorspel I, Davros zijn de Dals al eeuwen uitgestorven in de tijd van Davros). Andere, meer gecompliceerde theorieën, maken gebruik van het aspect van tijdreizen binnen de serie.

#### Na de schepping
In Destiny of the Daleks (1979) wordt geopenbaard dat Davros de aanval van de Daleks heeft overleefd en is blijven leven, als schijndood begraven in een bunker. Gedurende de tijd dat hij slaapt, verlaten de Daleks de ruïnes van Skaro, en hebben zij een groots rijk gesticht dat meerdere sterrenstelsels beslaat. Uiteindelijk komen ze een vijandig, androïde ras genaamd de Movellans tegen. De oorlogsvloten van deze twee rassen zijn zeer gelijkwaardig in sterkte, en door de puur logische strijdcomputers van beide vindt geen van beide een succesvolle strategie om de ander te vernietigen. Eeuwenlang manoeuvreren de twee vloten om elkaar heen, zonder ooit een enige schot te vuren. De Daleks sturen een expeditie naar Skaro om Davros te halen om zijn hulp te krijgen, terwijl de Movellans hen proberen te stoppen. Het lukt de Daleks om Davros weer tot leven te brengen, maar voor de Daleks of Movellans iets met zijn kennis kunnen, intervenieert de Doctor, waardoor hij voorkomt dat de expedities terug kunnen. Davros wordt door mensen gevangengenomen en weer in schijndood gebracht.
De impasse zet bijna een eeuw door, totdat de Movellans eindelijk een wapen ontwikkelen dat de Daleks verslaat. In Resurrection of the Daleks (1984) redden de Daleks Davros van de gevangenis waar hij 90 jaar lang bevroren is geweest, en eisen dat hij een geneeswijze vindt voor het wapen (een hoogst venijnig biologisch wapen). Dit keer is het Davros die de Daleks misleidt, besloten dat hij leiding wil geven over de Daleks, in plaats van hen slechts te dienen. Davros’ leiderschap zorgt uiteindelijk voor een scheiding tussen de Daleks; één partij die Davros volgt, één die in plaats daarvan de Supreme Dalek volgt.
Tijdens Revelation of the Daleks (1985) is Davros ondergedoken bij de Tranquil Repose begrafenisfaciliteit op de planeet Necros, waar hij experimenteert met het transformeren van mensen naar Daleks. Bovendien plaatst hij Daleks die loyaal aan hem zijn in wit-gouden omhulsels om ze te onderscheiden van de normale Daleks, maar zijn plannen worden teruggedraaid wanneer een medewerker bij de faciliteit de originele Daleks contacteert. Deze arriveren op Necros, roeien de wit-gouden Daleks uit en nemen Davros gevangen.
Davros maakt zijn volgende verschijning op televisie in de afleveringenreeks Remembrance of the Daleks (1988). Blijkbaar hebben er buiten de serie om gebeurtenissen plaatsgevonden, aangezien hij verschijnt als Dalek Heerser, terwijl hij zijn wit-gouden Daleks leidt met controle over Skaro. Tegenover deze ‘Imperial Daleks’ staan de ‘Renegade Daleks’, geleid door een zwarte Supreme Dalek. De naam “renegade”, wat afvallige, betekent, suggereert dat Davros’ kant nu de bovenhand heet.
Beide partijen zijn ervan op de hoogte dat de Hand van Omega, een machine oorspronkelijk van Gallifrey, op de aarde is verborgen in het jaar 1963. Ze sturen allebei expedities naar aarde, hopend om de Hand te kunnen gebruiken om een energiebron te creëren die hun tijdreistechnologie zou perfectioneren.
Uiteindelijke overwinnen de Imperial Daleks, zonder te weten dat de Doctor een boobytrap in de programmering van de Hand heeft geïnstalleerd. Wanneer Davros het activeert wordt Skaro’s zon een supernova, waardoor zowel de thuisplanneet van de Daleks als de vloot van de Imperial Daleks worden vernietigd. Davros ontvlucht zijn vlaggenschip echter. De Supreme Dalek vernietigt zichzelf wanneer de Doctor hem informeert dat hij heeft gefaald en de laatste van zijn soort is. Het is onduidelijk of hij de laatste Dalek op aarde of in het hele universum was. Remembrance of the Daleks was de laatste afleveringenreeks waarin de Daleks zouden verschijnen in het programma tot 2005, afgezien van enige specials voor goede doelen, zoals Doctor Who and the Curse of Fatal Death en het gebruik van de stemmen van Daleks in een Doctor Who film.

### Hernieuwde serie
Toen in 2005 werd aangekondigd dat Doctor Who vernieuwd zou worden, hoopten veel fans dat de Daleks terug zouden keren naar het programma. Na veel onderhandelingen werd er een overeenkomst over bereikt. Hierna zijn de Daleks in ieder seizoen sinds 2005 voorgekomen, waarbij de Daleks als de belangrijke antagonisten dienden.

#### De eenzame Dalek
In Dalek, een aflevering uit het 1e seizoen van de hernieuwde serie, blijkt dat de Daleks herbouwd waren en – ergens tussen de oude en nieuwe serie – met de Time Lords in een oorlog verwikkeld waren. Hierin zijn zowel de Time Lords als de Daleks vernietigd; schijnbaar waren de Doctor en de Dalek die verschijnt in deze aflevering, de enige overlevenden. De Dalek is op de een of andere manier door de tijd ‘gevallen’ en in de 21e eeuw op aarde terechtgekomen. Hierbij is hij in de handen van een Amerikaanse miljardair genaamd Henry van Statten gekomen, die het een Metaltron noemde.
In zijn geheime ondergrondse museum probeert Henry de kapotte Dalek tot leven te wekken. Pas als de negende Doctor arriveert, vertoont hij echter tekenen van leven. Als hij het DNA van Rose Tyler absorbeert, regenereert hij zichzelf en vermoordt bijna iedereen binnen het gebouw. Nu hij echter menselijk DNA heeft opgenomen blijft hij muteren en zo maakt hij kennis met menselijke gevoelens, die hij nooit eerder heeft gevoeld. Zich realiserend dat hij ‘besmet’ is, vraagt de Dalek aan Rose om hem te bevelen om zichzelf te vernietigen, omdat hij zo niet wil leven. Dan disintegreert hij zichzelf met een energieveld dat hij creëert vanuit de halfronde protusies op zijn onderste lichaamsdeel.

#### De ‘Emperor’
In de finale van het seizoen uit 2005, bestaande uit de twee afleveringen ‘Bad Wolf’ en ‘The Parting of Ways’, wordt duidelijk dat deze Dalek niet de enige overlevende van zijn soort is. Het schip van de ‘Emperor’ Dalek viel door de tijd zoals de eenzame Dalek ook deed. Ergens verstopt begon hij te herbouwen, de aarde infiltrerend in de loop van enige eeuwen, waarbij hij menselijk DNA gebruikte om een nieuw ras Daleks te creëren. Zelf ook besmet met menselijk DNA begon hij zichzelf als een godheid te zien en hij zorgde ervoor dat de Daleks hem aanbidden. De nieuwe Daleks, die ontstaan waren uit vervuild DNA, werden net zo gek als hun maker en daardoor nog gevaarlijker.
De Daleks manipuleren het 4e grote rijk van de mensheid in het jaar 200.000 door nieuwsprogramma’s die ze uitzenden vanaf Satelliet 5. Ze installeren daar de monster Jagrafess. Hoewel de Doctor Jagrafess daar al weg haalt in de aflevering The Long Game, heeft hij niet door wie erachter zitten. De 100 jaar erna blijven de Daleks doorgaan met hun plan; ze recreëren de satelliet als spelstation, waarin ze meer mensen verkrijgen voor mutaties door middel van reality televisiespellen. De controller van het station krijgt het voor elkaar de Doctor en zijn metgezellen naar de satelliet te transporteren, waar de Doctor de Daleks ontdekt. Het ras, nu bestaand uit bijna een half miljoen wezens, stond op het punt de aarde binnen te vallen met een vloot van 200 schepen.
De Doctor bouwt een apparaat om de Daleks te vernietigen, maar deze zou ook al het leven op aarde verwoesten – hij kreeg het niet over zijn hart om het te gebruiken. Rose heeft echter energie uit de vortex geabsorbeerd door in het hart van de TARDIS te staren. Ze gebruikt deze om de Daleks en hun vloot tot atomen te reduceren.

#### Het gevecht om Canary Wharf
In de seizoensfinale van 2006, bestaande uit de afleveringen Army of Ghosts en Doomsday, ontdekt de Doctor dat leden van de Cult of Skaro (geleid door een zwarte Dalek genaamd Dalek Sec) ook tijdens de Tijdsoorlog zijn ontsnapt door in de leegte tussen dimensies te raken. Hierbij hadden zij een gevangenis van de Tijdsheren, de Genesis Ark, meegenomen, waarin miljoenen Daleks zaten. Het schuip waarmee ze in dit ledige zaten komt tevoorschijn in de aarde van de 21e eeuw, waar het Torchwood Instituut ze onderzoekt. Als bijeffect van hun reis vanuit het ledige hebben ze ook een bres geslagen in het ‘space-time-continuum’, waardoor de Cybermen uit de parallelle aarde naar de dimensie van de Doctor konden komen.
De Daleks wijzen een voorstel van de Cybermen om samen te werken om het universum te veroveren af en de Ark wordt geopend, waarbij miljoenen Daleks worden vrijgelaten die oorlog gaan voeren tegen de Cybermen over de hele planeet. Uiteindelijk worden beide legers in het ledige teruggezogen als gevolg van acties van de tiende Doctor. Dalek Sec activeert echter een temporale noodverplaatsing voor hij erin wordt gezogen. In het seizoen erna wordt onthuld dat Daleks Caan, Thay en Jast op dezelfde manier konden ontsnappen.

#### Daleks in Manhattan
Terechtgekomen in het New York van 1930, na een mislukte poging om het ras te herstarten via klonen, krijgt Dalek Sec het idee om het ras te ontwikkelen tot een nieuw ras dat zich zou aanpassen aan de veranderende tijden (Daleks in Manhattan en Evolution of the Daleks). Dit volgt uit zijn ontdekking dat ondanks hun zoektocht naar perfectie, hun ras bijna uitgestorven is. Om dit te bereiken laat hij een mens de Empire State Building afbouwen met hierin Dalekanium. Ondertussen vangen Daleks Thay, Caan en Jast mensen, die in twee groepen worden gesplitst: de intelligente groep wordt gebruikt voor het Laatste Experiment; de andere helft wordt getransformeerd in varkenachtige mensen die als slaven worden gebruikt om meer mensen te vangen. Het Laatste Experiment hield in dat Dalek Sec het ultieme offer moest maken, ondanks bezwaren van zijn metgezellen; hij absorbeert een mens waardoor hij getransformeerd wordt in een nieuwe soort, een menselijke Dalek.
Met de Doctor als zijn gevangene, onthult Sec dat zijn transformatie het eerste deel van het Laatste Experiment was. De volgende fase houdt in dat zijn nieuwe DNA in duizenden gevangen mensen wordt gebracht, die door gammastraling van de zon via de Empire State Building ook in menselijke Daleks worden veranderd. Dit plan wordt echter aangepast doordat de transformatie van Dalek Sec hij gevuld werd door nieuwe emoties; de eerste keer dat Daleks deze hebben gevoeld in eeuwen. Hij gelooft hierdoor dat een terugkeer naar hun biologische wortels nodig is en sluit hierbij zelfs vrede met de Doctor; hij vraagt ook de Doctor kan helpen met het herplaatsen van het Dalekras. De andere Daleks keren zich echter tegen hem en willen in plaats van zijn gemuteerde DNA hun eigen gebruiken, zodat de dan gemuteerde mensen de mensheid zouden verwoesten en de aarde zouden transformeren in een nieuw Skaro. Sec werd gedood, maar het plan van de overige Daleks valt in duigen als hun nieuwe leger wordt besmet met Time Lord DNA. Daleks Thay en Jast worden gedood en de nieuwe bevelhebber, Dalek Caan, is de enige overlevende. Hij doodt het nieuwe ras en ontsnapt dan via een temporale noodverplaatsing.
Later wordt onthuld dat Caan zichzelf de Tijdsoorlog in gooit om Davros te redden. Hij brengt hem tot veiligheid, maar deze beproeving maakt hem krankzinnig, voorspelling over een vierde ontmoeting met de Doctor mompelend.

#### Het nieuwe Dalek-rijk
In The Stolen Earth zijn zowel Davros als de Rode Dalek, de Supreme Dalek, de heersers van het nieuwe Dalek rijk. Davros heeft cellen van zijn eigen lichaam gebruikt om een nieuw ras Daleks te creëren, die planeten stelen om een kunstmatig zonnestelsel te maken. Deze is zo gerangschikt binnen de Medusa Cascade dat het de perfecte verstopplaats is.
In Journey’s End schept Davros op dat zijn plan is om de realiteit zelf te vernietigen. Onthuld wordt dat“The Crucible” een gigantisch ruimtestation is dat het hele rijk huist en gebruikt wordt voor gestoorde experimenten op de realiteitbom, een apparaat dat de energie van 27 planeten gebruikt en krachtig genoeg is om zelfs de kleinste atomen buiten de Medusa Cascade op te heffen. De Supreme Dalek wil dit gebruiken om de realiteit zelf te vernietigen, hierbij Davros genialiteit en Caans profetiekrachten te gebruiken als gids. De Daleks hoop is dat zij uiteindelijk het enige ras in het universum zouden zijn die dit zouden overleven. De Doctor en zijn metgezellen stoppen Davros plannen, die leert dat Caan dit plan zo had geconstrueerd dat de Daleks voor eeuwig vernietigd zouden worden. Als de Crucible ontploft door het zelfvernietigen van alle Daleks en de Supreme Dalek vernietigd wordt, is het onduidelijk hoe het af is gelopen met Davros en Caan.

#### Tijdslot
Twee specials uit 2009 en 2010, The End of Time, bieden een kijkje in het tijdslot dat is gecreëerd om te voorkomen dat enige gebeurtenis van de Tijdsoorlog erin of eruit kan - het slot waaruit Caan op de een of andere manier Davros had gered. Hierin kan Gallifrey worden gezien met honderden vernietigde Dalekschepen buiten de vernielde Stad van de Tijdsheren. Rassilon, een van de Tijdsheren, probeert uit het Slot te ontsnappen en Gallifrey opnieuw te creëren. De Doctor merkt op dat Skaro ook opnieuw zou worden gemaakt, de Daleks zouden terugkeren en de Tijdsoorlog zou voortgaan. De Doctor en de Master herstellen samen het slot.

#### Het Ironsides Project
In “The Beast Below” kan de schaduw van een Dalek gezien worden tijdens het telefoongesprek tussen Winston Churchill en de elfde Doctor.
In “Victory of the Daleks”  wordt duidelijk dat een Dalekschip de vernietiging van het nieuwe Dalekrijk heeft overleefd en door de tijd terug is gevallen naar 1941. Het schip schijnt erg beschadigd te zijn, met slechts drie Daleks aan boord. De overlevende Daleks ontdekken dat een Progenitor, een kleine capsule die Dalek-DNA bevat, ook door de tijd heen is gevallen, maar zij slaagden niet om de capsule te activeren, omdat het – doordat hun DNA van Davros kwam – hen niet als pure Daleks herkende. Om dit op te lossen zetten ze een val op voor de Doctor, aangezien de Progenitor hem zou herkennen als de aartsvijand van de Daleks en zou activeren. Hoewel hun plan slaagt, roeien de verschenen, geavanceerde Daleks hun voortgangers uit. Elk van deze nieuw Daleks is een andere kleur, die elk staat voor een andere kleur in de hiërarchie van de Daleks. Zij ontsnappen naar de toekomst.
Amy herkent de Daleks niet toen ze hen voor het eerst ontmoette, ondanks de gebeurtenissen van “Doomsday” en “The Stolen Earth”. Later vormt de Doctor de theorie dat de breuken in de tijd hebben veroorzaakt dat deze gebeurtenissen ongedaan zijn gemaakt.

#### Opengaan van de Pandorica
De witte Dalek, die de nieuwe Supreme Dalek is, samen met de gele en rode Dalek verschijnen opnieuw in “The Pandorica Opens” als deel van de Alliantie. Ze zijn aanwezig bij het opengaan van de Pandorica en het is de Supreme Dalek die het verhaal achter de Pandorica, de Alliantie en Stonehenge onthult voor de Doctor wordt opgesloten.
In “The Big Bang”, na het barsten van de realiteit, verstenen de Daleks omdat hun geschiedenis/creatie is verwijderd. Een stenen Dalek wordt gezien in een museum, samen met de Pandorica. Het herwaakt als het geraakt was door het licht van de Pandorica en beschiet de Doctor, maar door de zwakte van zijn krachten is dit niet dodelijk. River Song echter, kwaad en in de veronderstelling dat de Doctor dood is, richt haar pistool op de Stenen Dalek, wetende dat zijn verdediging zwak is. Ze zegt later dat hij hem gedood heeft, maar dit wordt niet gezien door de kijkers. Aan het einde van de aflevering maakt de Doctor de explosie van de Tardis ongedaan, dus wordt aangenomen dat de Alliantie nooit gevormd is en de Daleks dus waarschijnlijk nog steeds ergens rondzwerven.
In de laatste aflevering van seizoen 6, “The Wedding of River Song” maakt de Supreme Dalek een korte terugkeer. De Doctor vindt de Dalek in zwaar beschadigde staat en steelt informatie over The Silence uit zijn datakern.

#### The Asylum
In de eerste aflevering van seizoen 7, “Asylum of the Daleks”, wordt de Doctor weer herenigd met Amy en Rory wanneer ze alle drie ontvoerd werden door Daleks. Ze worden meegenomen naar het Parlement van de Daleks waar elk type Dalek aanwezig is. De Premier van de Daleks heeft een opdracht voor hen. Ze moeten afdalen naar The Asylum, een planeet waar alle ongeleide projectielen onder de Daleks worden opgesloten om een signaal te onderzoeken. Tijdens hun tocht krijgen de Doctor, Amy en Rory hulp van de mysterieuze Oswin Oswald, een jonge vrouw die op The Asylum is neergestort en een hulpsignaal uitzendt. Het drietal weet zich een weg langs de Daleks te vechten terwijl Oswin alle computers op de planeet hackt en zo het pad voor hen weet vrij te maken. Maar wanneer de Doctor haar weet te bereiken komt hij erachter dat Oswin eigenlijk een Dalek is die in een droom leeft waarin ze nog steeds een mens is. Voor Oswin de planeet volledig opblaast, doet ze nog één ding; ze wist alle herinneringen aan de Doctor uit de geheugens van elke Dalek die bestaat.

#### The Magician's Apprentice / The Witch's Familiar
In de eerste aflevering van het negende seizoen weten de Daleks de Doktor naar Skaro te lokken om Davros, die stervende is, een laatste bezoek te brengen. Clara Oswald en de Mistress volgen hem, maar komen terecht in de riolen van de planeet. Mistress onthult dat de riolen in feite catacomben zijn - Daleks verouderen wel, maar sterven van nature nooit. Als een Dalek te oud is geworden om nog te kunnen functioneren wordt hij zonder pardon gedumpt. De riolen zitten vol amorfe, rottende, maar nog steeds min of meer levende biomass. Ondertussen weet de sterk verzwakte Davros de Doktor zó te bespelen dat hij een grote hoeveelheid regeneratie-energie afstaat, die regelrecht in alle Daleks op de planeet en Davros zelf wordt gepompt. De Doktor onthult echter dat hij dit gepland had - ook de half-dode Dalekmassa in de riolen wordt weer tot leven gebracht en kruipt nu krankzinnig van woede door alle leidingen omhoog, alles op zijn pad - inclusief Daleks - verwoestend.
Tijdens zijn ontsnapping komt de Doktor de Mistress en een Dalek tegen; dit blijkt Clara te zijn, die zich (in een echo van het allereerste Dalek-avontuur) in een Dalek-exoskelet had gehesen. Ze ondervond dat Daleks niet in staat zijn normaal met andere wezens te communiceren. De uitspraak 'Ik houd van je' wordt onveranderlijk vertaald als Exterminate!, hun strijdkreet, die ook hun wapen blijkt op te laden.